# フクベルト
フクベルト（Hucbert, Hubert or Hugbert, 820年ごろ - 864/6年）は、ボソン家出身のフランク貴族、聖職者。ヴァロワ伯、高ブルグント公、アガウヌムのサン・モーリス修道院の在俗修道院長を歴任した。妹テウトベルガとロタリンギア王ロタール2世の離婚をめぐる争いにおいて、政治的・軍事的にテウトベルガを守ったことで知られる。

## 生涯

### 生い立ち
フクベルトは、ヴァロワ伯およびトリノ伯大ボソとエンジェルトルードの息子である。妹テウトベルガはロタリンギア王ロタール2世と結婚し、ボソン家は王権に直接接近するようになった。フクベルトの一族は、後にブルグントとプロヴァンスで強力な勢力を形成した。

### 聖俗界における経歴
フクベルトはアガウヌム（現在のスイス）にあるサン・モーリス修道院の在俗修道院長を務め、アルプス山脈を通る重要なルートであるグラン・サン・ベルナール峠に対する戦略的・経済的支配権を握った。
フクベルトはヴァロワ伯に任ぜられ、後に高ブルグント公としてイタリアとローヌ渓谷に接する地域を統治した。

### ロタール2世と王妃テウトベルガの確執における役割
9世紀半ば、フクベルトはロタール2世とテウトベルガとの争いの中心人物となった。ロタールはテウトベルガを娶り、側室ヴァルドラーダを娶ろうとした。858年から859年にかけて、フクベルトは妹の王妃位継続を主張するテウトベルガを支持するために反乱を起こし、トランスジュラ・ブルゴーニュにおけるロタールの権威に挑戦した。
ロタールはテウトベルガをフクベルトとの近親相姦で告発したが、これは政治的な動機に基づく告発であり、アーヘン会議（860年）においてフランクの司教たちにより、そして教皇ニコラウス1世によっても却下された。当初、フクベルトの軍事抵抗はテウトベルガを守ったが、最終的にはロタールの影響力に圧倒され、テウトベルガは一時的に追放された。

### 後年
859年、ロタールによる領土再編に伴い、フクベルトはこの地域に新たな領土を与えられた皇帝ロドヴィコ2世に反旗を翻した。領土支配権を失ったフクベルトは、864年または866年にオセール伯コンラート1世の息子たち（おそらくコンラート2世とアルザス公ユーグ）に敗れた。フクベルトはこの対立の最中、おそらく現在のスイスのオルブ近郊で殺害された。
フクベルトの経歴は、カロリング朝における貴族、教会、そして軍事力の融合を如実に物語っている。修道院長と伯爵を兼任したフクベルトの権力は、政治、宗教、そして地理的境界を越えて広がった。テウトベルガの防衛は、王朝の危機という激動の時代において、フクベルトを忠誠と抵抗の象徴たらしめた。

## 子女
- テオバルド（895年没） - 後にアルル伯となり、ロタール2世と愛妾ワルトラーダの娘ベルタと結婚した[1]。